# 圣让迪卡斯蒂约奈
圣让迪卡斯蒂约奈（法語：Saint-Jean-du-Castillonnais，法語發音：[sɛ̃ ʒɑ̃ dy kastijɔnɛ]）是法国阿列日省的一个市镇，位于该省西部，属于聖日龍區。

## 地理
圣让迪卡斯蒂约奈（42°56'9"N, 0°55'52"E）面积4.74 平方千米，位于法国奧克西塔尼大區阿列日省，该省份为法国西南部内陆省份，西部和北部与上加龙省接壤，东临奥德省，东南至东比利牛斯省接壤，南与安道尔和西班牙接壤。
与圣让迪卡斯蒂约奈接壤的市镇（或旧市镇、城区）包括：欧日兰、比藏、加莱、奥尔吉贝、富加龙、埃朗。

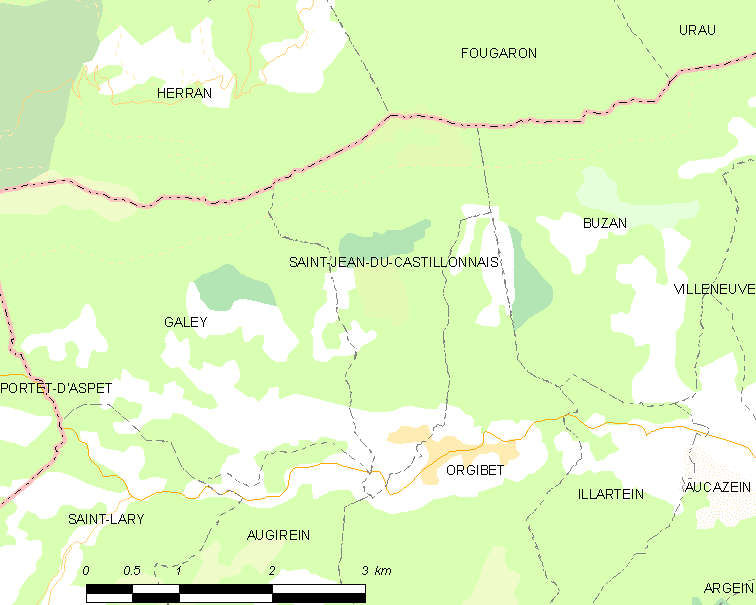
圣让迪卡斯蒂约奈的OSM定位图

圣让迪卡斯蒂约奈的时区为UTC+01:00、UTC+02:00（夏令时）。

## 行政
圣让迪卡斯蒂约奈的邮政编码为09800，INSEE市镇编码为09263。

## 政治
圣让迪卡斯蒂约奈所属的省级选区为库斯朗西县。

## 人口

1962-2008年间圣让迪卡斯蒂约奈人口变化图示

圣让迪卡斯蒂约奈于2022年1月1日时的人口数量为28人。